# Piramide Vincent
Piramide Vincent (německy přepisováno jako Vincent-Pyramide) (4215 m) bývá považován za jeden z nejsnadněji dostupných čtyřtisícových vrcholů masivu Monte Rosa. Nachází se v jižní části tohoto masivu, který je součástí Walliských Alp (známy také jako Penninské Alpy). Někdy je též uváděn jako nejjižnější vrchol masivu; dále na jih leží ještě vrchol Punta Giordani, který ale nebývá vždy považován za samostatný vrchol, protože jde o vyvýšeninu na jihovýchodním hřebeni Piramide Vincent. Nejvyšší bod tvoří také nejvýchodnější bod ledovce Lys a jihovýchodně pod ním probíhá v jihozápadní orientaci ledovec Indren. Z ledovce Lys pramení na svahu pyramidy ve výšce 4215 m řeka Lys.

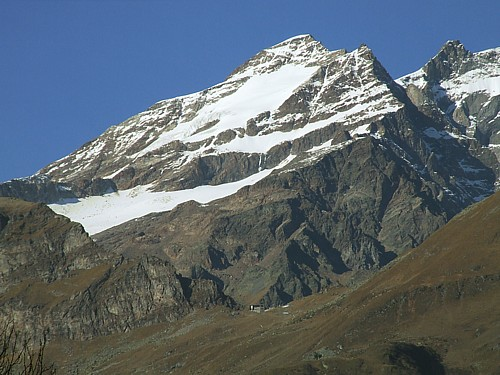
Pyramide Vincent při pohledu od jihovýchodu

Prvovýstup byl proveden 5. srpna 1819 (dříve než u většiny ostatních vrcholů masivu) Johannem Nikolausem Vincentem a Josephem Vincentem z italského Gressoney-Saint-Jean. V roce 1851 provedli první výstup severovýchodním hřebenem bratři Schlagintweitové s průvodcem Peterem Beckem. Jméno má vrchol po prvolezcích Vincentových.

## Výstupové trasy
Jde o nejblíže dostupný vrchol z chaty Rifugio Gnifetti, odkud vede nejvyužívanější výstupová trasa severozápadní stěnou po ledovci, všeobecně hodnocená jako snadná.
Jiná trasa vede po jihovýchodním hřebeni přes vrchol Punta Giordani; výchozím bodem není Rif. Gnifetti, ale Punta Indren, vrchní stanice lanovky z italské Alagny (od rig. Gnifetti asi 1,5 hodiny). Další dvě obtížnější lezecké trasy vedou jihozápadním hřebenem a severovýchodní stěnou.